# Marquesado de Méritos
El marquesado de Méritos es un título nobiliario español creado el 24 de enero de 1766 por el rey Carlos III y fue concedido a Tomás Miconi y Cambiasso (Génova, 1702-Cádiz, 1776) con el vizcondado previo de Palmar del Rey. Tras establecerse en Cádiz, naturalizarse en España y ser declarado hijodalgo, este genovés desempeñó el cargo de Ministro Honorario del Consejo de Hacienda y miembro del Tribunal Mayor de Cuentas.

## Marqueses de Méritos
|                         | Titular                               | Periodo                 |
| Creación por Carlos III | Creación por Carlos III               | Creación por Carlos III |
| ----------------------- | ------------------------------------- | ----------------------- |
| I                       | Tomás Miconi y Cambiasso              | 1766-1770               |
| II                      | Francisco de Paula Miconi y Cifuentes | 1776-1811               |
| III                     | Nicolás Cambiasso y Verdes-Montenegro |                         |
| IV                      | Juan Pedro Manjón y Mergelina         | 1884-1899               |
| V                       | Beatriz Manjón Zaratiegui             | 1902-1961               |
| VI                      | Eduardo de León y Manjón              | 1962-1985               |
| VII                     | Isabel de León y Borrero              | 1985-actual titular     |

## Historia de los marqueses de Méritos
- Tomas Miconi y Cambiasso (Génova, 6 de marzo de 1702–Cádiz, 4 de junio de 1770), I marqués de Méritos.[1] Naturalizado español en 1737,[2] fue miembro de una familia de comerciantes establecida en la Bahía de Cádiz desde el siglo XVII. En 1692 Francisco y Carlos Micon, junto con otros genoveses, establecieron en Cádiz una compañía que fue disuelta en 1711.[2] Contrajo matrimonio en 1734 con Manuela Josefa de Cifuentes y Mer, viuda de Agustín de Utrera y Arroyo, un comerciante en la carrera de Indias que había fallecido en La Habana.[2] Una hija, María Teresa, se casó en 1758 con Francisco Manjón, caballero de la Orden de Calatrava y veedor y oficial de la Casa de la Contratación de Indias.[2] El 2 de diciembre de 1776 le sucedió su hijo:[1]

- Francisco Miconi y Cifuentes (1735–1811), II marqués de Méritos[1] Le sucedió su sobrino:[3]

- Nicolás Cambiasso y Verdes (1781–1866), III marqués de Méritos.[1]  Le sucedió el 14 de agosto de 1884 por rehabilitación:[1]

- Juan Pedro Manjón Mergelina (n. 25 de julio de 1854-1899), IV marqués de Méritos,[1] casado con María de la Concepción Zaratiegui y Zulueta.  Le sucedió su hija el 11 de noviembre de 1902:[1]

- Beatriz Manjón y Zarategui (29 de enero de 1878–1961), V marquesa de Méritos,[1] casada con José Luis Jacome y Ramírez de Cartagena, hijo de Juan Jácome y Pareja, V marqués de Real Tesoro, ministro de Marina y de Elvira Ramírez de Cartagena. Sin descendencia.  En marzo de 1962 le sucedió su sobrino:[4]

- Eduardo de León y Manjón (1919-1999),  VI marqués de Méritos,[1] VIII conde de Lebrija, II marqués de Blegua, caballero de la Real Maestranza de Caballería de Sevilla y de la Orden de Calatrava. Empresario, hijo de Ana Manjón Palacio (VII condesa de Lebrija) y de Antonio de León y Manjón con la que tuvo cuatro hijos, siendo su segunda hija la sucesora por distribución, en el marquesado de Méritos.

- Isabel de León Borrero. (1948- ), VII marquesa de Méritos,[1][5] presidenta de la Real Academia de Bellas Artes de Santa Isabel de Hungría. Casada con Carlos de Oriol e Ybarra, doctor ingeniero químico, hijo de los marqueses de Casa Oriol.

## Datos complementarios de los marqueses de Méritos
Suprimida esta dignidad por R. O. de 17 de diciembre de 1866, se rehabilitó en una rama de la familia Manjón, que representaba los derechos de la segunda hija del I marqués de Mérito, María Teresa Miconi Cifuentes (Cádiz, 4 de junio de 1743-Sanlúcar de Barrameda, 14 de abril de 1800), casada en Cádiz en 1758 con Francisco Manjón y Díaz de Posada. Juan P. Manjón y Mergelina obtuvo la Real carta de sucesión en el título de Marqués de Méritos el 14 de agosto de 1884.